# Copsyrna martini
Copsyrna martini är en insektsart som beskrevs av Medler 1996. Copsyrna martini ingår i släktet Copsyrna och familjen Flatidae. Inga underarter finns listade i Catalogue of Life.